# Federico Spinazzé
Federico Spinazzé (1998) es un deportista italiano que compite en triatlón. Ganó una medalla de plata en el Campeonato Europeo de Triatlón Campo a Través de 2024.

## Palmarés internacional
| Campeonato Europeo | Campeonato Europeo | Campeonato Europeo | Campeonato Europeo |
| Año                | Lugar              | Medalla            | Prueba             |
| ------------------ | ------------------ | ------------------ | ------------------ |
| 2024               | Coímbra (Portugal) | Medalla de plata   | Individual         |